# Sorocaba
Sorocaba este un oraș brazilian situat în statul São Paulo (SP). Cu o populație de aproape 600 000 locuitori e considerat un oraș mare. Având o rețea de 60 kilometri de piste cicliste, municipalitatea are ambiția de a deține întâietatea continentală în acest domeniu.